# Keren-Happuch
Keren-Happuch ist im Buch Ijob im Alten Testament die jüngste Tochter Ijobs.

## Etymologie
Der hebräische feminine Personenname קֶרֶן הַפּוּךְ qæræn happûkh, deutsch ‚Keren Happuch‘ gehört zu den Einwortnamen und bedeutet übersetzt „Augenschminkhorn / Schminkbüchse“. Es handelt sich um eine Genitivverbindung. Deren Bestimmungswort bildet das Substantiv קֶרֶן qæræn, deutsch ‚Horn‘, dabei ist ein Gefäß in Form eines Hornes gemeint. Ihr Grundwort ist das passive Partizip פּוּךְ pûkh, deutsch ‚Augenschminke‘. Die Verbindung ist durch den bestimmten Artikel הַ ha determiniert, der vor das Grundwort gesetzt wird.
Die Septuaginta gibt den Namen mit ἀμαλθείας κέρας amaltheias keras wieder, was übersetzt „Füllhorn“ bedeutet, die Vulgata mit Cornu stibii.

## Biblische Erzählung
Ijob hat zu Anfang sieben Söhne und drei Töchter (Hi 1,2 ). Im Zuge der Versuchung Ijobs durch den Satan sterben diese, indem das Haus seines erstgeborenen Sohnes über ihnen zusammenbricht, in welchem sie gerade zusammensitzen und essen (Hi 1,18–19 ). Gott beendet schließlich die Versuchungen, wendet Ijobs Geschick und stellt seinen Reichtum wieder her. Auch bekommt Ijob wieder sieben Söhne und drei Töchter. Letztere werden namentlich genannt, sie heißen Jemima, Kezia und Keren-Happuch. Sie werden als die schönsten Frauen des Landes bezeichnet. Sie und ihre Brüder erben Ijobs Besitz (Hi 42,15 ).